# Эберхард фон Монхайм
Эберхард фон Монхайм (нем. Eberhard von Monheim) (около 1275 — после 1346) — ландмейстер Тевтонского ордена в Ливонии (магистр Ливонского ордена) с 1328 года по 1340 год.
В 1313—1314 годах Эберхард фон Монхайм занимал должность комтура замка Виндава. В 1314 году был назначен комтуром Кулдиги (Гольдингена).

## Правление
На посту магистра Ливонского ордена Эберхард фон Монхайм подчинил своей верховной власти Ригу и проводил враждебную политику по отношению к Великому княжеству Литовскому.
В июне 1328 года рижское войско совершило нападение на орденский замок Динамюнде, но не смогло взять штурмом сам замок и только выжгло укрепления, умертвив более ста человек. В сентябре 1329 года Рига отправила посольство к великому князю литовскому Гедимину (1316—1341) с просьбой оказать военную помощь в борьбе против Ордена. Рижане предложили Гедимину занять все города и замки Рижского архиепископства. Ливонский магистр, узнав о переговорах рижан с Гедимином, приказал занять несколько замков рижского архиепископа, находившиеся на границе с Литвой. В сентябре того же 1329 года Гедимин вместе с двумя братьями во главе большой рати вступил в ливонские владения в низовьях реки Двины, но ливонские рыцари успели взять под свой контроль пограничные замки. Тогда рижане предоставили Гедимину своих проводников, которые должны были провести его вглубь орденских владений. Гедимин с литовским войском мирно прошел через владения рижского архиепископа и опустошил центральные владения Ливонского ордена вплоть до Южной Эстонии. Литовцы разорили окрестности Каркуса, Гельмета, Тарваста и других замков, истребляя и захватывая в плен местное население.
В январе 1329 года ливонский магистр Эберхард фон Монхайм с большим орденским войском осадил город-порт Ригу. Рижане безуспешно просили помощи у папы римского и приморских городов. С октября 1329 года ливонские рыцари пресекли подвоз продовольствия в город. В осаждённой Риге начался голод. В конце марта 1330 года рижане вынуждены были сдаться на милость ливонского магистра. Рижский магистрат отправил свою делегацию в ставку магистра, прося у него перемирия. 30 марта 1330 года рижане подписали мирный договор, по условиям которого признавали верховную власть Ордена, обязывались возместить Ордену все военные издержки и помогать магистру во всех военных кампаниях. 15 августа 1330 года Эберхард фон Монхайм выдал рижанам специальную грамоту, в которой обязался сохранить все городские привилегии, вольности и права.
В начале марта 1330 года Гедимин с большим войском вновь вступил в орденские владения и опустошил окрестности замка Пильтен в Курляндии. Однако литовское вторжение не помогло Риге, которая, как уже было сказано, капитулировала в конце марта.
В конце лета — начале осени 1330 года ливонский магистр совершил первый поход на литовские пограничные владения и разорил Жемайтию. Ливонские крестоносцы в время похода умертвили около пятисот литовцев.
В 1332 году Эберхард фон Монхайм совершил второй поход на Жемайтию, где разорил область князя Мажейки. В феврале 1333 года тевтонские и ливонские крестоносцы с двух сторон вторглись в литовские владения и разорили жемайтские волости. В том же году фон Монхайм совершил новый разорительный рейд на литовские земли и дошел до Вилькомира (Укмярге), а затем предпринял поход на ладьях под город Полоцк. В следующем 1334 году ливонский магистр с орденским войском в очередной раз вступил в литовские владения и дошел до окрестностей Вильнюса (столицы Литвы), где разорил области Дубингяй и Шяшуоляй, умертвив 1200 человек, а несколько позднее вновь совершил рейд на Полоцк. В феврале 1339 года фон Монхайм совершил новое нападение на Жемайтию. В следующем 1340 году ливонский магистр предпринял последний поход на литовские владения, который закончился безрезультатно из-за погодных условий. Эберхард фон Монхайм построил орденские замки Доблен, Терветен и восстановил замок в Риге.
В 1340 году по требованию великого магистра Дитриха фон Альтенбурга фон Монхайм оставил свой пост, а новым магистром Ливонского ордена был назначен Бурхард фон Дрейлебен.